# Elfen Lied
Elfen Lied (jap. エルフェンリート, Erufen Rīto) ist ein Manga von Lynn Okamoto, von dem es ebenfalls eine gleichnamige Anime-Umsetzung Elfen Lied gibt. Der Manga lässt sich in die Genre Dark Fantasy, Horror, Psychothriller, Etchi und Seinen einordnen.

## Handlung des Mangas

### Szenario
Den Kern der Handlung bilden die „Diclonius“. Es sind menschliche Wesen mit knöchernen Verformungen an ihren Köpfen, die an Katzenohren erinnern, und starken telekinetischen Kräften, die sich in Form von mehreren unsichtbaren Armen äußern. Diese Arme werden innerhalb des Mangas als Vektoren bezeichnet. Der Ursprung dieser Wesen ist ein Virus, das zu der entsprechenden Mutation eines menschlichen Kindes führt. Aufgrund ihrer Vektoren werden sie als Bedrohung für die Menschheit angesehen, da sie mit diesen Armen, die jedoch eine begrenzte Reichweite haben, enorme Schäden anrichten können und von Natur aus den Instinkt besitzen, andere Menschen zu töten. Aus Angst davor werden einige Diclonii von Geburt an eingesperrt, um sie besser studieren zu können. Viele von ihnen werden jedoch sofort getötet, da die Diclonius ab etwa dem dritten Lebensjahr ihre besonderen Fähigkeiten erhalten und selbst ihre eigenen Eltern töten.
Die allgemeine Bevölkerung weiß von der Existenz der Diclonius nichts, da große Bemühungen unternommen werden, um die Vorfälle geheim zu halten. Tückisch ist jedoch dabei, dass die Diclonius das Virus durch eine Berührung mit ihren für Menschen unsichtbaren Vektoren auch an vollkommen gesunde Menschen weitergeben können, die dann einen Diclonius zur Welt bringen. Neugeborene Diclonius sind dabei meistens weiblich und können sich nicht fortpflanzen, männliche Diclonius können sich auch nicht fortpflanzen und haben keine besonderen Fähigkeiten, aber dennoch die äußeren Merkmale. Der erste Diclonius, der sich fortpflanzen kann, ist Lucy.

### Vorgeschichte
Während der Handlungen wird in mehreren Rückblenden klar, dass Lucy wegen ihrer Hörner von den anderen Kindern im Heim gemieden und gehänselt wurde. Ihren ersten Mord beging sie an drei Jungen, die einen jungen Hund, den sie als Freund adoptiert hatte und der von Lucys einziger Verbündeten an die Jungen verraten wurde, vor ihren Augen töteten. Danach aus dem Heim entflohen, traf sie auf den ebenfalls jungen Kota, der ihre Hörner als etwas besonders Tolles beschrieb, was ihn vor dem Tod bewahrte. Jedoch trennen sich ihre Wege bald, da Kota nur die Ferien über bei Verwandten zu Besuch ist und wieder nach Hause muss. Kota berichtet, dass er einen Tag vor seiner Abreise zusammen mit einem Jungen das abendliche Fest besuchen würde. Stattdessen ist er jedoch mit Yuka unterwegs, was Lucy zu ihrem Entsetzen feststellen muss. Von der Lüge enttäuscht, richtet sie auf dem Fest ein Blutbad an und verfolgt Kota bis in den Zug seiner Abreise. Dort tötet sie voller Wut dessen jüngere Schwester Kanae und seinen Vater. Dieses Ereignis traumatisiert den verschonten Kota und er verliert jegliche Erinnerung an den Vorfall und denkt, dass seine Schwester an einer Krankheit gestorben wäre.
Ungefähr zur selben Zeit wird ein streng geheimes Forschungslabor von Kakuzawa Senior gegründet, der dort seinem Sohn eine Stelle zusichert. Unter dem Vorwand, die Evolution des Menschen zu untersuchen, überredet Kakuzawa Junior seinen Kommilitonen Kurama zur Mitarbeit am Projekt. Tatsächlich werden aber schmerzhafte Experimente an Diclonii durchgeführt, bei denen Kurama moralische Bedenken zeigt. Bei einem erfolglosen Ausbruchsversuch einer Diclonii wird Kurama unbemerkt mit dem Vektor-Virus infiziert. Als sein Kinderwunsch erfüllt wird, stellt er daher schockiert fest, dass seine eigene Tochter eine Diclonii ist. Da er sie aus Liebe zu seiner Frau, die kurz darauf stirbt, nicht töten kann, lässt er sie unter Verschluss verwahren.
Währenddessen befindet sich Lucy fünf Jahre lang erfolgreich auf der Flucht, wird aber letztlich von den Soldaten gestellt und im Forschungszentrum verwahrt. Dabei musste Lucy erneut mit ansehen, wie die Menschen ein Versprechen brachen, denn eine sie begleitende Freundin wurde bei der Festnahme schwer verwundet und verstarb trotz des Versprechens, dass man sie retten werde, wenn Lucy sich freiwillig ergäbe. Nach diesem Vorfall schwor sie Rache an Kurama.

### Flucht und gescheiterte Einfangversuche
Eines Tages kann Lucy aus der auf einer Insel gelegenen Forschungseinrichtung entkommen. Auf ihrer Flucht schlägt sie eine blutige Schneise durch die Reihen der Wachmänner. Sie wird jedoch gegen Ende ihrer Flucht am Kopf angeschossen, wobei sie sich schwer verletzt und ins Meer stürzt. Als sie wieder zu sich kommt, ist sie nicht mehr dieselbe Person. Lucy hat eine gespaltene Persönlichkeit und wenn ein Teil von ihr ohnmächtig wird, kommt die andere Persönlichkeit zum Vorschein. Das Mädchen, welches nur das Ziel hatte, alle Menschen zu töten, ist nun vom Geiste her ein kleines Kind. Die beiden Studenten Kota und Yuka finden sie zufällig am Strand. Sie ist nackt und kann nichts außer „Nyū“ sagen, Kota und Yuka geben ihr daher den Namen Nyu und nehmen sie zu sich mit. Von diesem Augenblick an leben die drei zusammen in einem Haus und die beiden Studenten versuchen mehr über Lucy herauszufinden.
Da Lucy nach den Ansichten des Forschungslabors gefährlich ist, versuchen sie sie mit einer Spezialeinheit einzufangen oder zu töten. Dies schlägt allerdings komplett fehl, weil die Soldaten nicht auf die Fähigkeiten Nyus vorbereitet sind, die sich in gefährlichen Situationen wieder für eine gewisse Zeit in Lucy zurückverwandelt. Sobald sich Lucy jedoch wieder an ein Stück aus ihrer Vergangenheit erinnert, wird sie wieder zur unschuldigen Nyu. Auf dieses Spektakel wird die obdachlos am Strand sitzende Mayu aufmerksam, die den Soldaten Bando, der es gar nicht erwarten konnte Lucy zu töten, schwer verwundet am Strand vorfindet und ihm durch Erste Hilfe das Leben rettet.
Nachdem der erste Versuch ein Debakel war, schicken sie nun auch Nana, eine sehr sanftmütige und gehorsame Diclonius. Nana, oder auch „Nummer 7“ genannt, lebt seit ihrer Geburt im Labor und hat unzählige schmerzhafte Experimente erdulden müssen. Im Laufe der Jahre redete sie sich selbst ein, dass Abteilungsleiter Kurama, der sich um sie kümmert, ihr Vater ist. Auf diesen hört sie ohne jegliche Widerrede und versucht immer, ihn stolz zu machen. Nana erhält von ihm die Aufgabe, Lucy aufzuspüren und sie notfalls zu stellen, damit sie wieder ins Labor gebracht werden kann. Als es zum Kampf kommt, ist Nana zunächst im Vorteil, da ihre Vektoren eine größere Reichweite haben. Doch in einem Moment der Ablenkung gewinnt Lucy die Oberhand. Sie trennt Nana alle vier Gliedmaßen ab und flüchtet schließlich, als die Wissenschaftler und Soldaten anrücken. Nach diesem weiteren Fehlschlag soll Nana auf Befehl von Direktor Kakuzawa getötet werden, da sie nun keinen Nutzen mehr für ihn hat. Stattdessen beschafft Kurama ihr künstliche Gliedmaßen und verhilft ihr zur Flucht. Nach einem weiteren Zusammentreffen mit Kota wird das junge Mädchen Mayu, das nach mehreren Vergewaltigungen durch den Stiefvater von zu Hause fortgelaufen ist, ebenfalls in dem Haus der Studenten aufgenommen. Kurz darauf lernt sie Nana kennen, zu der sie ein enges Verhältnis aufbaut und welche in die Wohngemeinschaft aufgenommen wird.
Da bei der Jagd auf Lucy alles nichts hilft, schicken die Forscher Mariko, Kuramas leibliche Tochter, als ihre ultimative Waffe, um Lucy endgültig zu vernichten. Sie ist ein so genannter „Super-Silpelit“ mit einer wesentlich größeren Anzahl von Vektoren, die ebenfalls eine wesentlich größere Reichweite besitzen. Infolgedessen kommt es zu einem Zusammentreffen Kuramas und seiner „beiden Töchter“. Kurama, der unter einem inneren Konflikt um Nana und Mariko leidet, berichtet ihnen von der Mission der Diclonii die Menschheit auszulöschen. Doch anstatt auf Verständnis zu stoßen, entbrennt Marikos Wut über ihren Vater. Es folgt ein erbitterter Kampf, indem sich die beiden jedoch versöhnen und Kurama sogar von ihr gerettet wird. Dabei erleidet Mariko ein ähnliches Schicksal, wie Lucy und besitzt ebenfalls eine gespaltene Persönlichkeit. Die Situation nimmt einen anderen Lauf, als Lucy dem Geschehen beitritt und Mariko ermordet. Dabei verliert sie beide Hörner und scheint dauerhaft ihre gefährliche Persönlichkeit verloren zu haben. Traumatisiert zieht sich Kurama in eine am Strand gelegene Hütte zurück.

### Direktor Kakuzawas Plan
Die Handlung setzt sich ein halbes Jahr später fort. In der Zwischenzeit lebt Nyu friedlich mit Kota, Yuka, Mayu, Nana und Nozomi zusammen. Direktor Kakuzawa, der den Plan verfolgt, Begründer einer neuen Spezies zu werden, indem er sich mit Lucy vereinigt, gibt die Suche nach Lucy unterdessen nicht auf. Er schickt einen Schergen und seine Assistentin Arakawa aus, um Lucy zu finden und gefangen zu nehmen. Dabei wird Nana von ihm aufgespürt und so auch das Versteck von Lucy enttarnt. In letzter Sekunde wird er jedoch von Bando in die Flucht geschlagen. Doch nun trifft er unweigerlich auch auf Nyu, die er nicht von Lucy, seinem größten Feind und einstigen Entsteller, zu unterscheiden vermag. Durch dieses schmerzhafte Zusammentreffen erwacht Lucy wieder und es kommt zum Kampf zwischen den beiden Kontrahenten, der abermals am Strand ausgetragen wird. Trotz Bandos akribischer Planung erliegt er Lucy, triumphiert aber moralisch, da er dadurch Mayu rettet, die sich einzumischen versucht. Er wird dabei sehr schwer verletzt.
Direktor Kakuzawa entsendet erneut ein Kommando, diesmal aus drei „gezähmten“, geklonten Mariko-Diclonii bestehend, dem es unter aufreibendem Einsatz gelingt, Lucy gefangen zu nehmen, Lucy wachsen dabei Hörner, die Eselsohren ähneln. Diese werden allerdings wieder abgeschossen. Unterdessen trifft Nana, die von Selbstzweifeln geplagt ist und sich für die Misere der Familie schuldig fühlt, zufällig auf Kurama, der sich jedoch in einem geistig verwirrten und verwahrlosten Zustand befindet.
Lucy besiegt zwar zwei der Mariko-Klone, wird am Ende jedoch trotzdem überwältigt, verwandelt sich in Nyu zurück und wird in eine unterirdische Höhle gebracht, in der Generaldirektor Kakuzawa bereits auf sie gewartet hat. In der Zwischenzeit entkommt der dritte Mariko-Klon und läuft Amok. Der geklonte Silpelit konnte sich von einem Chip befreien, welcher in ihrer Stirn implantiert war, die Diclonius-Persönlichkeit unterdrückt und eine Persönlichkeitsspaltung hervorgerufen hat (ähnlich wie bei Lucy und Nyu). Nana und Kurama spüren sie schließlich auf und töten sie. Im Labor erzählt der Generaldirektor die Geschichte seiner Vorfahren. Er sei ein Nachfahre von Diclonii, die vor 1.000 Jahren lebten. Doch sie ließen sich auf Menschen ein, wodurch ihre DNS sich immer weiter verwässerte. Kaum hatten sie ihre Kräfte verloren, machten die Menschen Jagd auf sie. Dann erzählt er, er hätte Lucys Mutter gefunden und missbraucht und dabei einen weiteren, reinen Diclonius gezeugt. Nach diesen Worten ruft er Adam herbei, ihren kleinen Halbbruder. Er hat ebenfalls einen Chip in der Stirn, der seine Persönlichkeit unterdrückt. Sein Plan besteht letztendlich darin, dass Adam und Lucy sich paaren und die Welt wieder mit reinen Diclonii bevölkern. Lucy tötet aus Wut ihn und den Generaldirektor und verlässt daraufhin die unterirdische Höhle.
Am Strand trifft sie auf Kota, welcher auf sie gewartet hat, und gemeinsam gehen sie zu einem Leuchtturm. Dort stellt er sie zur Rede, weshalb sie seine Familie ermordet hat. Lucy bricht in Tränen aus und bittet ihn um Verzeihung. Er sagt ihr, dass er sie hasst und verabscheut, dass er sie aber bei sich dulden würde, sofern sie keine Menschen mehr umbringt. In diesem Moment kommt Kurama und schießt auf Lucy, doch Kota wirft sich dazwischen und wird schwer verletzt. Aus Wut darüber reißt sie Kurama einen Arm ab und schleudert ihn vom Leuchtturm. Dann benutzt Lucy ihre Vektoren, um Kota zu heilen. Allerdings überschreitet sie dabei ihre Grenzen, und ihr Körper schmilzt.
Kota wacht wieder auf, als Nana ihn findet. Inzwischen ist Lucy beinahe geschmolzen, und ihre dritte Persönlichkeit, die ihr befohlen hat, die Menschheit auszulöschen, hat die Kontrolle übernommen. Ihre Vektoren sind nun mehrere Kilometer lang, auch ähnlich breit, und sausen überall auf verschiedene Städte herunter, wobei Tausende Menschen ums Leben kommen. Kota sagt Lucy, dass er bereut, was er gesagt hat und dass er viel mehr für sie empfindet. Daraufhin erscheinen ihm Lucy und Nyu als Geister und bitten ihn, sie zu töten, wie er es Lucy acht Jahre vorher versprochen hatte, doch Kota weigert sich, da er sie nicht wieder verlieren möchte. Lucy verspricht ihm, dass er an dem Ort warten soll, an dem sie sich zum ersten Mal begegneten, und dass er sie dort eines Tages wiedersehen wird. Schweren Herzens tötet Kota Lucy und Nyu nun doch.

### Das Wiedersehen
Inzwischen sind fast zehn Jahre vergangen. Die Silpeliten haben sich über die Welt ausgebreitet und Millionen von Menschen getötet. Doch dann wurde das Gegenmittel zum Vektor-Virus erfunden, und alle Menschen wurden geimpft. Die Folge war, dass es nun keine Silpeliten mehr gab, sondern dass neben den Menschen nur noch reinblütige Diclonius geboren werden konnten (wie etwa Lucy oder Adam).
Kota steht am Grab von Lucys Hund, denn das ist auch der Platz, an welchem er sie zum ersten Mal getroffen hatte. Bei ihm ist seine kleine Tochter Nyuu. Die Mutter des Kindes ist vermutlich Yuka, möglich wäre aber auch Nozomi. Er sagt ihr, dass er sich an diesem Ort vor sehr langer Zeit mit seiner besten Freundin verabredet hätte. In diesem Moment treten zwei Mädchen aus dem Gebüsch. Beide sind etwa zehn Jahre alt und sehen genauso aus, wie Lucy als Kind ausgesehen hat. Es sind Lucy und Kaede, die beiden sind als Zwillinge wiedergeboren. Sie sagen, dass sie nun endlich ihren besten Freund getroffen haben. Kota dreht sich zu ihnen um und weint Freudentränen.

## Charaktere

### Hauptcharaktere
- Lucy (ルーシー, Rūshī) / Nyuu (にゅう, Nyū) / Kaede (楓)

Sie ist ein Diclonius, deren vier Vektoren eine Reichweite von etwa 11 (im Anime 2) Meter haben. Vektoren sind für Menschen nicht sichtbare Arme, außer wenn sie ungewöhnlich stark sind. In der Form von Lucy tötet sie ohne Skrupel und lässt ihre Opfer ihren Hass spüren. Als Kind wurde sie von einer Gruppe Jungs oft wegen ihrer Hörner gehänselt und damit aufgezogen, kein Mensch zu sein. Sie freundet sich mit einem Mädchen ihrer Schule an und gewinnt doch Hoffnung, geliebt zu werden. Lucy weiht ihre neue Freundin schließlich in ein Geheimnis ein, einen kleinen Hund, um den Lucy sich mit großer Hingabe kümmert. Ihre Freundin verspricht, niemandem etwas zu verraten, erzählt es aber dennoch der Gruppe von Jungen, die Lucy schon länger wegen ihrer Hörner traktiert. Diese fangen den Hund, misshandeln ihn vor Lucys Augen und schlagen ihn schließlich tot. Verletzt von dem Verlust und dem gebrochenen Versprechen ihrer Freundin, verliert Lucy sich in ihrer Wut und setzt zum ersten Mal ihre Vektoren ein. Dabei reißt sie die Jungen zusammen mit ihrer Freundin in Stücke. Überzeugt davon, dass die Menschen „die Monster“ sind und nicht sie selbst, richtet Lucy in der ganzen Stadt immer wieder Blutbäder an.
Im Wald versteckt wird sie von Kota angesprochen und von ihm wie ein Mensch behandelt, da er auch ihre Hörner nicht als beängstigend empfindet, sondern als etwas Besonderes. So gibt er ihr erneut Hoffnung in die Menschheit und verhindert in letzter Sekunde von ihr getötet zu werden. Nach mehreren Treffen verliebt sie sich in ihn. Doch als sie erfährt, dass er mit einem Mädchen auf ein Fest ging, obwohl er zuvor sagte, dass es ein Junge sei, erlischt auch diese Hoffnung; sie wird endgültig zu der gnadenlosen und blutrünstigen Lucy und tötet im Anschluss Kotas Vater und Schwester. Bald darauf ergibt sich Lucy, weil Professor Kurama verspricht, ein Mädchen zu retten, mit dem Lucy sich ebenfalls angefreundet hatte und welches bei dem Versuch, Lucy zu fangen, angeschossen wurde. Das Mädchen stirbt dennoch und Lucy schwört dem Professor, ihn nicht zu töten, aber ihm alles zu nehmen, was ihm etwas bedeute, um ihn leiden zu lassen. Lucy wird solange gefangengehalten, bis ihr die Flucht gelingt.
Nyuu ist die zweite Persönlichkeit von Lucy. Sie ist ein unschuldiges, lebhaftes und gewaltloses Wesen – das genaue Gegenteil von Lucy. Ursache der plötzlichen gespaltenen Persönlichkeit ist eine Kopfverletzung, die sie durch den Treffer eines Scharfschützen, bei ihrer Flucht aus dem Labor, erhielt. Wird Nyuu gewaltsam attackiert, kommt es häufig vor, dass Lucy wieder „erwacht“. Da Kota und Lucy in ihrer Kindheit miteinander befreundet waren, ist Nyuu in gewisser Weise ein Rückblick auf Lucys jüngeres Ich. Denn als Lucy – nachdem sie Kotas Vater und Schwester umgebracht hatte – sah, dass Kota tiefen Schmerz empfand, hatte sie Mitleid. Dies zeigt sie aber nur in ihrer Anhänglichkeit als Nyuu. In der Form von Nyuu kann sie ihre Vektoren nicht benutzen und auch nicht von anderen Diclonii aufgespürt werden.
Am Anfang der Serie kann Nyuu (bis auf das Wort „Nyuu“) nicht sprechen, aber im Verlauf der Geschichte lernt sie, sich verständlich und einwandfrei auszudrücken.
Am Ende erfährt man, dass Lucys wirklicher Name Kaede ist.
- Kota (コウタ, Kōta, in der deutschen DVD-Fassung Kohta genannt)

Er ist Student für Naturwissenschaften und wohnt in einer ehemaligen Herberge – Kaede-sō –, die ihm Yukas Eltern zur Nutzung überlassen haben. In seiner Kindheit musste er mit ansehen, wie sein Vater und seine kleine Schwester auf brutale Weise getötet wurden. Dies verursachte bei ihm eine Art Amnesie, denn er kann sich an viele Dinge aus seiner Kindheit nicht mehr erinnern. So glaubt er z. B., seine Schwester sei an einer Krankheit gestorben. Nachdem Lucy/Nyuu bei ihm einzieht, kehren seine Erinnerungen langsam, aber bruchstückhaft wieder zurück, bis er sich schließlich am Ende wieder an alles erinnern kann. Er ist großzügig und hat vor allem Mädchen gegenüber einen starken Beschützerinstinkt.
- Yuka (ユカ, Yuka)

Sie ist eine gleichaltrige Freundin aus Kotas Kindheit und lebt mit ihm zusammen in der Herberge. Sie ist in Kota verliebt, weswegen sie auf die Fürsorge von Kota zu Nyuu mit Eifersucht reagiert. Sie ist seine Cousine, denn Yuka begrüßt Kota in der ersten Folge mit: „Yuka desu. Itoko no.“ (「ユカです。従妹の。」) was wörtlich übersetzt heißt: „Ich bin Yuka, deine Cousine.“ Im Gegensatz zur westlichen Welt sind solche Beziehungen in Japan nicht verpönt.
- Nana (ナナ, Nana) / Nummer 7

Sie ist ein Silpelit und etwa in Mayus Alter. Im Gegensatz zu Lucy und Mariko ist sie harmlos und nicht sadistisch veranlagt, jedoch passiert es hin und wieder, dass sie denselben Hass auf die Menschen verspürt, der sich durch die Verachtung anderer Menschen ihr gegenüber aufbaut. Aber spätestens wenn Nana Schmerzen hat oder ihr eigenes Blut sieht, kommt sie wieder zu sich. Bei einem Kampf mit Lucy verliert sie beide Arme und Beine, die später durch Prothesen, die sie mit ihren Vektoren steuert, ersetzt werden. Sie nennt Kurama wegen der starken Bindung zu ihm „Papa“. Obwohl sie weiß, dass er nicht ihr Vater ist, sieht sie ihn dennoch als diesen an. Im Anime wird dies so erklärt, dass er ihre einzige Bezugsperson sei. Ihre 4 Vektoren haben eine Länge, die jene von Lucy um annähernd 2 Meter übersteigt, ca. 5–6 Meter im Anime und 4 Meter im Manga.
- Mayu (マユ, Mayu)

Sie ist ein 13 bis 14 Jahre altes Mädchen, welches von ihrem Stiefvater sexuell missbraucht wurde. Aus diesem Grund läuft sie von zu Hause weg und schließt mit einem jungen Hund Freundschaft, den sie Wanta nennt. Yuka und Kota finden sie in einem Wellblechverschlag am Strand und nehmen sie aus Mitleid auf. Ihre Mutter gibt sie schließlich zur Adoption frei, und sie zieht fest bei Kota und Yuka ein. Sie baut im Laufe der Handlung eine starke Beziehung zu Nana auf und musste auch mit ansehen, wie Nana im Kampf mit Lucy ihre Gliedmaßen verlor. Zugleich übernehmen im späteren Verlauf Nana und Mayu die Pflege von Wanta.

### Nebencharaktere
- Kurama (蔵間, Kurama)

Er ist die Vertrauensperson von Nana und der biologische Vater von Mariko. Seine Frau starb kurz nach der Geburt von Mariko. Er ist der Forschungsleiter des Diclonius-Forschungszentrums.
- Bando (坂東, Bandō)

Er ist ein Soldat, der den Auftrag hat, Lucy zu finden und zu töten. Bei einem Kampf mit ihr wird er schwer verwundet, kann jedoch mit Cyborg-Technologie und Implantaten wiederhergestellt werden. Fortan hat er nur noch das Ziel, seinen Auftrag, Lucy zu töten, zu Ende zu bringen, weil sie ihm diese Verletzungen zugefügt hat. Im Manga wird er bei dem Versuch, Mayu vor Lucy zu schützen, scheinbar getötet, überlebt aber und trifft gegen Ende des Mangas Mayu am Strand wieder.
- Sato

Sato war der Soldat aus Bandos Team, der bei dem Versuch, Lucy einzufangen, getötet wurde.
- Mariko (マリコ, Mariko) / Nummer 35

Sie ist ein etwa fünfjähriger „Super-Silpelit“ und die leibliche Tochter von Kurama. Sie besitzt 26 Vektoren mit einer Reichweite von über elf Metern. Da sie deswegen als extrem gefährlich eingestuft wird, wird sie in einem speziellen, gigantischen Stahl-Container aufbewahrt. Ihr einziger Kontakt zur Außenwelt erfolgt über eine Gegensprechanlage. Ihre dadurch resultierenden verkümmerten Glieder zwingen sie dazu, sich in einem Rollstuhl fortzubewegen. Da sie extrem mörderisch und sadistisch veranlagt ist, wurden ihr nach ihrer Geburt mehrere Sprengkapseln implantiert, welche im Ernstfall gezündet werden können. Nachdem im Manga zwei Raketen auf sie abgefeuert werden, bekommt sie ebenfalls eine gespaltene Persönlichkeit.
- Saitou

Saitou war Marikos Pflegemutter, die jedoch nur über Gegensprechanlage mit dem Mädchen Kontakt hatte. Als sich beide das erste Mal berühren, glaubt Saitou sie unter Kontrolle zu haben. Dem ist jedoch nicht so, was dazu führt, dass sie von Mariko umgebracht wird.
- Kanae (カナエ, Kanae)

Sie war Kotas kleine Schwester. Sie fühlte sich von ihrem Bruder beschützt und mochte es nicht, wenn andere Mädchen freundlich zu ihrem Bruder waren. Sie wurde von Lucy zusammen mit ihrem Vater in einem Zug umgebracht.
- Shirakawa (白河, Shirakawa)

Sie ist zu Beginn die Assistentin des Generaldirektors Kakuzawa und bekommt, nachdem Mariko ihre Bezugsperson Saito ermordet hat, die Verantwortung für sie. Shirakawa wird im Anime während der Mission mit Mariko getötet. Bei dieser Mission soll Mariko Nana umbringen, was ihr jedoch nicht gelingt. Nana stürzt eine Brücke hinab ins Wasser, wird aber von Kurama, der zum rechten Zeitpunkt mit einem Boot an der Stelle vorbeifuhr, gerettet. Als Kota und Nyu dort auftauchen und Nyu wieder zu Lucy wird, bringt Lucy Shirakawa um. Im Manga war sie es, die den Befehl gab, Mariko die Bomben einzusetzen, jedoch später Reue zeigte.
- Nummer 03 (3番, Sanban)

Sie war eine der Silpeliten, die in dem Forschungszentrum gefangen gehalten wurden. Für eine Experimentreihe wurde sie an eine Wand angekettet und mit Metallkugeln beschossen, um die Stärke der Vektoren zu erforschen. Als dies zu traumatisch für Nummer 03 wurde, legte Kurama Einspruch dagegen ein; allerdings ohne jeglichen Erfolg. Sie konnte sich jedoch befreien und wurde vor Kuramas Augen durch einen Kopfschuss getötet. Kurz davor führte Nummer 03 einen ihrer Vektoren durch Kuramas Gehirn sowie durch das eines Assistenten und infizierte beide mit dem Virus, was dazu führte, dass seine Tochter Mariko und die Tochter des Assistenten (die allerdings kurz nach der Geburt eliminiert wurde) ein Silpelit wurde.
- Generaldirektor Kakuzawa (角沢長官, Kakuzawa-chōkan)

Er ist der Generaldirektor des Diclonius–Forschungszentrums. Er trägt die genetischen Anlagen eines Diclonius in sich, scheint aber wie sein Sohn über keine besonderen Kräfte zu verfügen. Als einziges äußeres Merkmal treten seine Stummelhörner in Erscheinung. In seinem Größenwahn strebt er nach der Weltherrschaft als Anführer der zukünftigen Diclonii.
- Professor Yu Kakuzawa  (角沢教授, Kakuzawa-kyōju)

Er ist der Sohn von Kakuzawa. Er besitzt ebenfalls nur kleine, kaum sichtbare Hörner, die er unter einer Perücke versteckt, und keine Vektoren. Yu ist Professor für Biologie an Kohtas und Yukas Universität. Als er sich sexuell an Nyu vergreifen will, wird er von ihrem zweiten Ich Lucy enthauptet. Außerdem war er es, der Lucy die Chance gab, aus dem Forschungslabor zu entkommen, da er ähnliche Absichten besaß wie sein Vater und sich ebenfalls als „Stellvertreter Gottes“ bezeichnet.
- Anna (アンナ)

Anna wird nur im Manga erwähnt und ist die Tochter von Generaldirektor Kakuzawa, die durch eine Operation in ein gigantisches Monstrum verwandelt wurde, das durch gesteigerte Intelligenz die Zukunft kalkulieren kann. In einer späteren Auseinandersetzung mit Lucy wird sie schwer verwundet und liegt im Sterben. In den letzten Kapiteln wird jedoch ersichtlich, dass sie sich aus dem sie umgebenden Gewebe befreien kann.
- Isobe (磯辺)

Er ist ein Forscher im Diclonius-Forschungslabor und ungefähr schon so lange dort beschäftigt wie Doktor Kurama. Namentlich wird er nur im Manga erwähnt. Er besitzt den Auslöser für den Sprengsatz in Marikos Körper. Als er ihr den Code verrät, wird er von ihr getötet.
- Nozomi (ノゾミ)

Sie ist eine Freundin Yukas, die sich gegen den Willen ihres Vaters entschlossen hat, Opernsängerin zu werden. Um sich für die Aufnahmeprüfung an einer Musikakademie vorzubereiten, darf sie regelmäßig im Haus Kaede üben. Sie wird als hübsch und intelligent beschrieben, leidet aber psychologisch bedingt an Inkontinenz. Außerdem scheint sie Gefühle für Kota entwickelt zu haben. Im Anime wird auf diese Person, obwohl sie im Manga häufig auftritt, nicht eingegangen.
- Arakawa (荒川)

Sie wird zunächst als schnell einzuschüchternde Assistentin von Professor Kakuzawa vorgestellt. Nachdem er jedoch von Lucy in einer Konfrontation enthauptet wurde, erlitt sie einen Nervenzusammenbruch und brachte schließlich seinen Kopf zum Generaldirektor. Dieser schoss zuerst auf sie, beschloss dann aber ihr Leben zu verschonen und sie für sich arbeiten zu lassen. Im Anime vernichtet sie Kotas Unterlagen, damit Lucys Zuhause nicht gefunden wird. Im Manga hingegen verrät sie ihn, sodass Lucy eingefangen werden kann. Später entwickelt sie auch das Gegenmittel zum Vektor-Virus, welches verhindert, dass weitere Silpeliten entstehen.
- Adam

Lucys Halbbruder Adam wird von Generaldirektor Kakuzawa wie viele andere Diclonii gefangen gehalten und für Experimente missbraucht. Als Lucy das erste Mal auf ihn trifft, ist er ca. 5–10 Jahre alt. Der Generaldirektor erklärt Lucy, dass die Diclonius-Mutation bereits bei ihrer Mutter begann, und sie nur Diclonii zur Welt brachte. Daraufhin missbrauchte er sie und zeugte ihren Halbbruder Adam. Anders als die Kakuzawas ist er nicht genetisch degeneriert, sondern ein reiner, männlicher Diclonius, welcher auch über Vektoren und ähnlich große Hörner wie Lucy verfügt. Aus Wut über die Vergewaltigung ihrer Mutter tötet Lucy ihn und den Generaldirektor, scheint seinen Tod jedoch kurz darauf zu bereuen. Nach Aussage von Generaldirektor Kakuzawa, ist Adam der einzige männliche Diclonius.
- Dr. Nousou (ノウ荘)

Er ist ein sorgloser, teils verspielt kindischer Wissenschaftler, der für den Generaldirektor arbeitet. Er erschafft die Klone von Mariko und baut auch ein Kontrollgerät, welches er ihren Klonen und Adam in die Stirn implantiert und somit ihre Persönlichkeit unterdrückt und kontrolliert. Beim Angriff auf Kotas Haus, bei welchem Lucy eingefangen wird, wird er verletzt. Später tötet ihn Barbara, nachdem er sie von ihrem Chip befreit hat und sich für die Experimente an ihr entschuldigte.
- Marikos Klone

Von Mariko – dem stärksten Silpeliten – werden im Manga vier Klone gezüchtet. Alicia, Barbara, Cynthia und Diana. Sie haben einen Chip in der Stirn, welcher ihre eigentliche Persönlichkeit unterdrückt und eine kindliche Persönlichkeit erzeugt (vergleichbar mit Lucy/Nyu) und sie schwächt. Alicia und Cynthia werden im Kampf mit Lucy getötet, können sie zuvor jedoch verwunden. Barbara wird später von dem Chip befreit und läuft Amok. Sie wird schließlich von Nana und Kurama getötet. Diana wird ganz am Schluss von einem anderen Silpeliten enthauptet.
- Aiko Takada (愛子高田)

Sie ist nach Kota der erste Mensch, der sich mit Lucy anfreundet und sie trotz ihrer Hörner akzeptiert. Aiko wird als ein Mädchen mit familiären Problemen beschrieben, das unbedingt eine Malerin werden möchte. So bittet sie unter anderem Lucy für sie Modell zu stehen. In der Anime-Umsetzung kommt sie nur kurz in der OVA-Folge vor. Ihre Freundschaft zur noch jungen Lucy ist jedoch nur von kurzer Dauer, da sie sich in die Schussbahn einer Gewehrkugel wirft, um Lucy vor ihren Verfolgern zu schützen. Lucy lässt sich daraufhin gefangen nehmen, als man ihr verspricht, Aiko im Krankenhaus das Leben retten zu können. Sie stirbt jedoch noch am Ort des Geschehens.
- Die Agentin

In Kakuzawas Forschungszentrum wurde sie als Bodyguard und für Geheimmissionen benutzt. Erst viel später stellt sich heraus, dass sie eine Spionin ist. Sie nimmt Lucy gefangen und bringt sie zum Generaldirektor. In späteren Kapiteln des Mangas wird sie zusammen mit Anna Kakuzawa am Lebensbrunn gefangen.
- Nummer 28 (28番)

Sie ist ein sehr schwacher Silpelit. Im Manga kommt sie nur kurz vor. Sie wird einer Operation unterzogen, nach welcher sie dauerhaft starke Schmerzen verspürt, und stark verunstaltet ist. Sie sollte benutzt werden, um Lucy aufzuspüren, stirbt allerdings, bevor es gelingt.

## Konzeption
Der Manga wurde nach dem deutschen Lied „Elfenlied“ benannt. Trotz dieser Referenz im Titel taucht das Lied nur zweimal im Manga auf: Einmal als Nozomi im 5. Band des Mangas versucht, Nyu das Singen beizubringen, und ein zweites Mal als Lucy im letzten Band versucht, Kota das Leben zu retten. Das Lied selbst basiert auf dem von Eduard Mörike geschriebenen Gedicht „Elfenlied“, das später von Hugo Wolf als Musikstück adaptiert wurde. Aus diesem Lied stammt zudem die Bezeichnung „Silpelit“, wie im Manga die nicht fortpflanzungsfähigen Diclonii bezeichnet werden.
Elfenlied

Bei Nacht im Dorf der Wächter rief: Elfe!

Ein ganz kleines Elfchen im Walde schlief

wohl um die Elfe!

Und meint, es rief ihm aus dem Tal

bei seinem Namen die Nachtigall,

oder Silpelit hätt' ihm gerufen.

Reibt sich der Elf' die Augen aus,

begibt sich vor sein Schneckenhaus

und ist als wie ein trunken Mann,

sein Schläflein war nicht voll getan,

und humpelt also tippe tapp

durch's Haselholz in's Tal hinab,

schlupft an der Mauer hin so dicht,

da sitzt der Glühwurm Licht an Licht.

Was sind das helle Fensterlein?

Da drin wird eine Hochzeit sein:

die Kleinen sitzen bei'm Mahle,

und treiben's in dem Saale.

Da guck' ich wohl ein wenig' nein!

Pfui, stößt den Kopf an harten Stein!

Elfe, gelt, du hast genug?

Gukuk!

–– Eduard Mörike
Zudem war Lynn Okamoto 1997 noch als Angestellter bei Bandai an der Entwicklung der Raising Sim Toki no Kuni no Elfenlied (時の国のエルフェンリート, Toki no Kuni no Erufenrīto) beteiligt. Auch nannte er seinen Debütmanga Elfenlied, der jedoch von zwei Musikern handelt.

## Entstehung und Veröffentlichungen
Der Manga Elfen Lied besteht aus zwölf Bänden, die anfangs nur in Japan und Südkorea erschienen sind. Er wurde als Teil des Magazins Weekly Young Jump in Form von 107 Kapiteln, die sich über 12 Ausgaben erstreckten, herausgegeben. Seit dem 24. Juli 2007 wird der Manga auch in einer mexikanischen Ausgabe publiziert. In deutscher Sprache sind die Mangas komplett beim Verlag Tokyopop in sechs Doppelbänden vom März 2009 bis Januar 2010 erschienen. In den ersten drei Doppelbänden sind ebenfalls frühere Werke (Kurzgeschichten) Lynn Okamotos mitveröffentlicht worden, diese wären: MOL, Memoria und sein gleichnamiges Debütwerk Elfenlied. In September und Dezember 2013 erschien eine Neuauflage in zwei Boxen. Daneben erschien er in Mexiko bei Grupo Editorial Vid, in Italien bei Planet Manga, in Portugal bei Panini Comics und in Taiwan bei Ever Glory Publishing.
Der Manga unterscheidet sich vom Anime unter anderem dadurch, dass die Gewalt und die Darstellung jugendlicher Nacktheit noch detaillierter geschildert wird und der Anime nur die ersten 6 der insgesamt 12 Ausgaben thematisiert.

## Adaption als Anime-Fernsehserie
Im Jahr 2004 wurde der Manga durch eine 13-teilige Fernsehserie adaptiert, die den Inhalt der ersten 60 Kapitel wiedergibt, sich jedoch in vielen Details von dem Manga unterscheidet. Eine zusätzliche 14. Episode erschien als OVA. Sie setzte den Anime jedoch nicht fort, sondern ergänzte einen eigenen Handlungsstrang, der zeitlich zwischen der 10. und 11. Episode einzuordnen ist.